# Die 4 da
Die 4 da war eine satirische Fernsehserie, die erstmals im Frühjahr 2007 wöchentlich im Rahmen der Donnerstag Nacht auf ORF 1 ausgestrahlt wurde. In jeder der in sich abgeschlossenen 30-minütigen Sendungen wird ein Thema aus dem aktuellen gesellschaftlichen, politischen und sozialen Leben Österreichs aufgegriffen.

## Inhalt
Alle Rollen, die von Folge zu Folge wechseln, wurden von den vier Schauspielern und Kabarettisten Rupert Henning, Thomas Maurer, Florian Scheuba und Erwin Steinhauer verkörpert, die auch die Drehbücher schrieben. Regisseur der ersten Staffel der Sendereihe war David Schalko, in der zweiten Staffel führte Rupert Henning Regie.
Form und Stil der Sendungen wechseln in jeder Folge. Die verwendeten Stilmittel sind jeweils verschiedenen Fernsehformaten wie unter anderem Doku-Dramen, Fernsehspielen und Reportagen nachempfunden. Als wiederkehrendes Stilmittel wird oft die „vierte Wand“ durchbrochen und die Darsteller steigen aus ihren Rollen aus.

### Erste Staffel
Titel der Sendungen der ersten Staffel, Datum der Erstausstrahlung und kurze Inhaltsangabe:
1. Der Regierungsbunker (22. Februar 2007): Ein fiktives Making-of einer Fernsehreportage über jenen Bunker, der im Krisenfall die österreichische Bundesregierung aufnehmen soll.
2. Funny Fundis (1. März 2007): Sitcom über eine Wohngemeinschaft von vier Fundamentalisten unterschiedlicher Religionen.
3. Der vierte Mann (8. März 2007): Nur drei Personen (im Film nur  „Nr. 1“, „Nr. 2“ und „Nr. 3“ genannt, aber mit Referenzen an die legendären österreichischen Zeitungsherausgeber Hans Dichand, Oscar Bronner und Wolfgang Fellner) sind seit Jahrzehnten für alle österreichischen Zeitungen und ihre Inhalte verantwortlich – nun wird ein „vierter Mann“ zur Unterstützung bei der Arbeit gesucht. Als Gaststar taucht in dieser Folge ZiB 2-Anchorman Armin Wolf auf.
4. Kärnten III (15. März 2007): In Fortsetzung der zeitgeschichtlichen Dokumentationen Österreich I und Österreich II von Hugo Portisch wird über Kärnten berichtet, nachdem es von der Herrschaft Jörg Haiders befreit wurde.
5. Sozi Sozi (22. März 2007): Über den „aktuellen Zustand“ der SPÖ. Eine Parodie auf „Afrika, Afrika“ von Andre Heller.
6. Die guten Menschen (29. März 2007): Zwei Mitarbeiter des GIS, die zahlungssäumige Rundfunkbezieher aufsuchen sollen, stoßen auf einen besonders einsichtigen und reumütigen Kunden. Sie entschließen sich kurzerhand, seinen ganzen Lebensstil zu „verbessern“, bis dieser schließlich sein ganzes Leben nur noch als nutzlos und belastend für Natur und Umwelt ansieht.
7. Auf geht’s beim Schwarzbauern (5. April 2007): Über den „aktuellen Zustand“ der ÖVP.
8. ZiB-Napping (12. April 2007): Ein verzweifelter Bürger stürmt während der Sendung bewaffnet ins Nachrichtenstudio der ZiB 2, um vom Gast der Sendung, einem EADS-Lobbyisten, die Wahrheit über die dubiosen Zahlungen bei der Eurofighter-Beschaffung des österreichischen Bundesheeres zu erfahren. Das Eingreifen der Cobra scheitert am hartnäckigen Wachposten an der ORF-Einfahrt. (224.000 Zuseher, 11 % Marktanteil[1])
9. Unterm Regenbogen – Wie alles begann (19. April 2007): Die 4 da geben eines ihrer „bestgehüteten Geheimnisse“ preis: Wie war es möglich, dass diese Sendung vom ORF in Auftrag gegeben wurde? Die Antwort: Äußerst diskrete, aber geschickt geführte Verhandlungen der „Abteilung für politische Ausgewogenheit und Interventionsvorbeugung“ mit den fünf im Parlament vertretenen Parteien, bei denen die Erlaubnis für die neue Sendung erwirkt wurde. Als Zeuge dieser Geheimgespräche erleben die Zuschauer nicht nur die weltanschauliche Breite der für Alexander Wrabetz Wahl verantwortlichen „Regenbogen-Koalition“. (286.000 Zuseher, 15 %.[2])
10. BestOf (26. April 2007): Zusammenschnitt aus allen bisherigen neun Folgen. (279.000 Zuseher, 14 %.[2])

### Zweite Staffel
1. Vorspiel (14. Februar 2008): Rückblick auf die erste Staffel und ein kleiner Blick in die kommenden Folgen der zweiten Staffel. (258.000 Zuseher, 14 % Marktanteil)[2]
2. Österreichs kleinster Mann (21. Februar 2008): Castingshow zum „kleinsten Mann Österreichs“, in der es um den durchschnittlichsten Österreicher geht, moderiert von „Andi Arminger“ (in Anspielung auf Armin Assinger). Zwei Kandidaten kämpfen um den Sieg des Castings. Die Folge gewährt einen Rückblick in die bisherigen Entscheidungen der vorherigen Sendungen. Zum Schluss stellt sich heraus, dass der „kleinste Mann Österreichs“ der Moderator selbst ist. (278.000 Zuseher, 14 % Marktanteil)[2]
3. Pflegenotstand Austropop (6. März 2008): Der ehemalige Austropop-Musiker „Reinerl Hofer“ flieht von Zuhause, um in seinem Land wieder Karriere zu machen.
4. Reicher Leben mit Martin Schlick (13. März 2008): Einer von Österreichs Superreichen packt aus: Hier erfährt man, wie man sein Geld anlegt, damit einen die Polizei nicht nur gegen Einbahnen fahren lässt, sondern einem auf Befehl auch noch den Bentley-Unterboden reinigt.Teil 1, Teil 2, Teil 3, Teil 4
5. Europa mit ohne (20. März 2008): Am Beispiel einer Kampagne für durchsichtiges Toilettenpapier namens „Ohne“ (dessen Logo frappierend an jenes der Kronen Zeitung erinnert) zeigen drei findige Köpfe, dass man mit einer Anti-EU-Kampagne einfach alles verkaufen kann, sogar „jedes noch so durchsichtige Kloblattl“. Im Zuge dessen sind Aufnahmen von Passanten zu sehen, die über den satirischen Hintergrund der Kampagne nicht aufgeklärt wurden und sich über die EU beschweren. Am Ende der Folge erklärt Steinhauer, der anfangs als prominentes Aushängeschild der Kampagne fungierte, seine Zweifel an der Aktion und stellt die „Kampagnenleiter“ in Bezug auf die EU als ebenfalls unwissend bloß.
6. Das Bundesrestaurant (3. April 2008): Die beiden Köche des Restaurants „Schwamasso“ (entstanden aus einer Fusion von „Schwarzer Mann“ und „Rosso“) streiten so lange, wer wofür in der Küche zuständig ist, bis die Gäste entweder wütend verschwinden oder fast verhungern. Parodie auf den damaligen Zustand der Regierung.
7. Der Ursuperfan (10. April 2008): Diese Folge parodiert die Ereignisse vor der Fußball-Europameisterschaft 2008 in Österreich. Josef K. („Der Papierene“) wird von seiner kroatischen Ehefrau hinausgeworfen und von seinem deutschen Arbeitgeber gekündigt. Daher verbringt er die Zeit während des 50-tägigen „Countdown zur EURO 2008“ mit seinen Freunden im „Gasthaus zum Optimisten“. Dort wird 24 Stunden am Tag die Live-Berichterstattung des ORF (Reporter „Heinz Prollzer“, eine Anspielung auf Heinz Prüller und Oliver Polzer) im Fernsehen gezeigt. Als Josef K., ein „Botschafter der Leidenschaft“ von einem „Kontrolleur der Leidenschaft“ auf Grund der Aussage „Fußball ist ja nur ein Spiel“ die Leidenschaft abgesprochen wird, läuft er auf die Straße und wird von einem polnischen LKW überfahren. Seine letzten Worten sind: „Olé, olé, olé, olé!“ (Anm.: Kroatien, Deutschland und Polen waren die Gegner Österreichs in der Gruppenphase der EURO 2008.)
8. Das dritte Lager (17. April 2008): Das „dritte Lager“ ist in diesem Fall ein Filmgenre: österreichische Zombie-Horrorfilme, wobei es sich hierbei um eine Parodie auf die Parteigeschichte der FPÖ und des BZÖ handelt. Entstanden 1955 mit dem Werk „V.d.U. - Veitstanz der Untoten“ (eine Anspielung auf den Verband der Unabhängigen, der Vorgängerpartei der FPÖ), wird ihr Werdegang in Form einer Reportage nachgezeichnet, von seiner Blütezeit in den 1980er und 90er-Jahren mit den „Jörgula“-Filmen, über seine Kommerzialisierung 2000 bis zu der Spaltung des Lagers beim „Knittelfeld Kettensägen-Massaker“ („Knittelfelder Putsch“) und den „Graf Jörgula“-Filmen mit einem neuen Hauptdarsteller. Zu Wort kommen unter anderem der Filmkritiker Claus Philipp Grissemann (eine Zusammensetzung der Namen der zwei realen Filmkritiker Claus Philipp und Stefan Grissemann) und der Kulturphilosoph Misik Rauscher (Robert Misik, Hans Rauscher). (208.000 Zuseher, 11 % Marktanteil)[2]
9. Der Landeshauptmann von Mittelösterreich (8. Mai 2008, 196.000 Zuseher, 11 % Marktanteil)[2]: Diese Folge beschäftigt sich mit der Macht der Landeshauptleute in Österreich. Das Landesstudio des fiktiven Bundeslandes Mittelösterreich bereitet sich auf die Sendung „Kritisch gefragt“ vor, in der sich der Landeshauptmann Dr. Erwin Sausburg-Häupler aus St. Voves an der Staa (Anspielung auf die damaligen Landeshauptmänner österreichischer Bundesländer) den scheinbar kritischen Fragen der scheinbar unabhängigen Presse stellt. Als ihm die Frage gestellt wird, ob es ihn als Landeshauptmann überhaupt brauche und ob er nicht "für die Fisch'" sei, nimmt er seinen Interviewer auf einen Ausflug mit, um einen Tag lang die Macht eines Landesoberhauptes im politischen Alltag zu demonstrieren. Schließlich stellt sich heraus, dass sich dem Landeshauptmann sogar die Naturgesetze unterwerfen.
10. Der freie Wille – ein Club 2 (3. Juli 2008, 110.000 Zuseher, 16 % Marktanteil)[2]: Im Studio des Club 2 wird über die Diskussionskultur in Österreich und den freien Willen diskutiert. Dabei kommen unter anderem die Charaktere Upsi Krämer (Hubert Kramar), Dietrich Marlenuwitz (Marlene Streeruwitz) und Reinhard Ludler (Richard Lugner) zu Wort. Als das Textbuch aus ist, beginnen Die 4 da ihre eigene Rolle im ORF zu hinterfragen und wie weit sie in ihrer Sendung tatsächlich frei agieren können.
11. Best of II (15. Mai 2008, 178.000 Zuseher, 10 % Marktanteil)[2]

## Veröffentlichung
Die erste Staffel erschien am 16. November 2007 auf DVD. Die zweite Staffel erschien am 26. September 2008 bei Hoanzl auf DVD.

## Auszeichnungen
Rupert Henning, Florian Scheuba und Thomas Maurer wurden für Die 4 da im April 2008 mit dem Fernsehpreis Romy in der Kategorie Bestes Drehbuch ausgezeichnet.